# Oumar Tchomogo
Oumar Tchomogo est un ancien footballeur béninois né le 7 janvier 1978 à Bohicon. Il jouait attaquant mais pouvait aussi jouer en meneur de jeu. Il est aujourd'hui le sélectionneur de l'équipe nationale du Bénin.

## Biographie
Ancien capitaine emblématique de l'équipe nationale de 2004 à 2008, il est avec 25 sélections le joueur le plus capé de l'histoire du Bénin. Il participe notamment à la Coupe d'Afrique des nations en 2004 (meilleur buteur des phases de qualification avec 8 buts en 7 matchs) ainsi qu’en 2008.
En 2005, il est élu meilleur joueur béninois et plus grand joueur du siècle par la presse béninoise.
En décembre 2009, il rejoint l'encadrement technique de l'équipe du Bénin de football.
Oumar Tchomogo prend la tête des Écureuils. L’ex-capitaine de la sélection nationale de football du Bénin a été nommé entraîneur par intérim par la Fédération béninoise de football. Tchomogo remplace le sélectionneur français Manuel Amoros qui a transmis aux membres du bureau exécutif de la Fédération sa lettre de démission.
Il intègre le staff de l'UMS Montélimar (Division d'Honneur, France) à partir de la saison 2013-2014 en tant qu'entraîneur spécifique des attaquants.
En mai 2015, il est nommé pour la deuxième fois de sa carrière sélectionneur du Bénin. Il quitte ses fonctions le 16 décembre 2017, son contrat n'étant pas renouvelé. En 2020, il rejoint les rangs niortais en prenant en main l'équipe des U19 des Chamois niortais.

## Carrière joueur
- 1996-1998 : ASACO Cotonou  Bénin
- 1998-2001 : Grenoble Foot  France
- 2001-2003 : ASOA Valence  France
- 2003-2004 : EA Guingamp  France
- 2004-2005 : Amiens SC  France
- 2005- déc. 2005 : Vitória Setubal  Portugal
- déc. 2005-2006 : Bani Yas Club  Émirats arabes unis
- 2006-2007 : Vitoria Guimarães  Portugal
- 2007-2008 : Portimonense SC  Portugal
- 2008- janv. 2009 : SO Chambéry  France
- janv. 2009- déc 2009 : Al Kharaitiyat  Qatar
- déc 2009- 2012 : AS Valence  France
- 2012-2013 : UMS Montélimar  France[2]

## Palmarès
- International béninois
- Champion de CFA (Groupe B) en 1999 avec Grenoble

## Carrière sélectionneur
- Juin 2013-Mars 2014 :  Bénin
- Mai 2015-16 décembre 2017 :  Bénin